# Kevin Smith (filmrendező)
Kevin Patrick Smith (Red Bank, New Jersey, 1970. augusztus 2. –) amerikai forgatókönyvíró, filmrendező, és színész, emellett képregényíró, komédiás és podcaster. Barátjával, Scott Mosierrel együtt a View Askew Productions filmes cég alapítója. Első sikereit a Shop-stop (1994) című filmmel aratta. Filmjeinek túlnyomó többsége szülőhelyén, New Jersey-ben játszódik, és köztük a karakterek, a helyszínek, és a történések szintjén is számos átfedés van (ez az úgynevezett View Askewniverse). Filmes cége, a View Askew mellett The Jay and Silent Bob Stash néven képregényboltot üzemeltet.

## Életrajz
Későbbi filmjeinek kedvelt színhelyén, New Jerseyben, Red Bankben született. Édesapja postás volt, édesanyja pedig háztartásbeli. Egy nővére van, Virginia, és egy bátyja, Donald Jr. A Henry Hudson Regionális Középiskolába járt, ahol az iskolai kosárlabdamérkőzéseket rögzítette videóra. Később, mivel túlsúlyos fiatal volt, előnytelenségét humorral próbálta meg ellensúlyozni, és vicces videókat is készített. 1991-ben döntötte el Richard Linklater "Slacker" című komédiáját látva, hogy ő is filmrendező szeretne lenni – lenyűgözte, hogy a rendező a saját városában forgatta le a történetet, nem stúdióban. Részt vett a helyi New School for Social Research's forgatókönyvírói tanfolyamán, ahonnan azonban eltanácsolták, mivel a kollégium ablakából vízzel teli zacskókat dobált a járókelőkre. Ezt követően a Vancouver Film School hallgatójaként tanult, ám négy hónap elteltével innen is távozott, mert inkább filmes karrierjére spórolt. Szülővárosába visszatérve egy boltban dolgozott, amíg egy barátjával, Scott Mosierrel bele nem vágtak első saját vállalkozásukba, egy film elkészítésébe.
Miután Smith túladott féltett képregény-gyűjteményén, további kölcsönökből forgatták le az alacsonynál is alacsonyabb költségvetésű, fekete-fehér Shop-stopot (kb. 28 ezer dollárból készült), amelynek nem csupán rendezője és forgatókönyvírója, de producere, vágója is Smith volt, sőt szereplőként is feltűnt a filmben. A helyszín az a vegyesbolt volt, ahol ő maga is dolgozott. Az amerikai fogyasztói kultúra elé görbe tükröt állító szatíra saját tapasztalatain alapult, s az 1994-es Sundance Filmfesztivál leghangosabb sikerének bizonyult. A független szféra ujjongása ellenére azonban Smith nem ült meg a babérjain: belevágott az általa csak „New Jersey-trilógiaként” aposztrofált sorozat második részének leforgatásába. A Shop show azonban a jól bevált, szellemes dialógusok, s az ügyesen megformált, hiteles karakterek ellenére is csődöt mondott, s úgy tűnt, a Jason Mewes és Smith alkotta páros, Jay és Néma Bob duója csupán egy szűk kör rajongásának tárgya marad – a mozikban sikertelen filmet a videós megjelenés tette sikeressé. Ez a film indította el a karrier útján Ben Afflecket és Jason Lee-t.
A trilógia harmadik darabja az 1997-es Képtelen képregény volt, amellyel a rendező újra kivívta a szakma elismerését, majd 1999-ben a Dogmával biztosította be népszerűségét. A vallással meglehetősen szokatlan aspektusban foglalkozó filmben a már-már állandó szereplőnek tekinthető Ben Affleck mellett feltűnt Matt Damon és Salma Hayek is, Isten szerepében pedig a kanadai énekesnőt, Alanis Morissette-t láthattuk. 2001-ben készült el Jay és Néma Bob visszavág című filmje, ahol a két ütődött füves már főszereplővé lépett elő. A filmben sok hollywoodi sztár mellett a rendező felesége, Jennifer Schwalbach Smith is kapott egy szerepet, akivel két évvel korábban házasodtak össze. 2002-ben készítette el első, eddigi filmjeitől kissé eltérő művét, az Apja lánya című komédiát. A parádés szereposztás ellenére a film nem lett egyöntetű siker, ezért legközelebb ismét a gyökerekhez nyúlt vissza: a 2006-os Shop-stop 2 ennek szellemében készült el, az első film szereplőgárdájának visszahozásával. 2008-ban a Zack és Miri pornót forgat című filmjével ismét a határokat feszegette, a szexuális utalások miatt a film R-besorolást kapott, és vélhetően ennek köszönhetően is bukás lett. 2009-ben elkészítette Bruce Willis-szel a Két kopper című rendőrfilmet, de a forgatás során felgyülemlett konfliktusok miatt elhatározta, hogy nem forgat többé nagy stúdiókkal, hanem visszatér a régi, független filmes gyökerekhez.
Első ilyen filmje a Westborói Baptista Egyházat is keményen támadó 2011-es Veszett világ című horrorfilm, amely ismételten bukás lett. Ennek hatására először bejelentette, hogy megcsinálja a Shop-stop 3-at, és aztán felhagy a filmezéssel, majd visszavonta ezen állítását, és azt jelentette be, hogy tovább csinálja a filmeket, de csakis az egyedi, csak rá jellemző stílusban és módon. 2014-ben a vegyes kritikákat kapott Agyar című horrorfilmjét mutatták be, amely egyben egy kanadai horrorfilm-trilógia első darabja is lett. Másodikként a 2016-os Yoga Hosers következett, két nagy projektje viszont időközben elhasalt. Tervezte a Shop-show második részének leforgatását, aztán ezt egy tíz részes tévésorozattá alakította, de egyetlen adó sem érdeklődött iránta. A Shop-stop harmadik részének már az előkészületei is megtörténtek, de három hónappal a forgatás megkezdése előtt Jeff Anderson kiszállt, így jelenleg a Jay és Néma Bob visszavág folytatásán dolgozik.

### Egészségi állapota
Smith a Shop-stop bemutatásáig sosem dohányzott, a filmben is csak imitálta azt. Ekkoriban azonban rászokott, és csak 2008-ban tette le.
Testsúlya folyamatosan változó volt, az "Optifast" módszer híve. Amikor megismerkedett a feleségével, leadott 23 kilót, amit hamar visszaszedett. A Shop-stop 2 forgatásakor 145 kilóról fogyott le 122 kilóra, majd 2008-ban már 180 kg-ot nyomott. 2014-ben elhagyta a cukrot az étrendjéből, ekkor 150-ről 110 kilóra sikerült letornáznia súlyát.
2018. február 25-én, nem sokkal azután, hogy egy stand up comedy műsorban szerepelt Kaliforniában, szívrohamot kapott. Rohammentő vitte kórházba, és csak a gyors orvosi beavatkozás mentette meg az életét. Orvosa utasítására további 25 kg-ot kellett leadnia, ezt egy speciális diétával érte el, melynek során két hétig kizárólag üres krumplit ehetett, majd fokozatosan mást is. Smith ekkor áttért a vegán étrendre, súlya 90 kg körül stabilizálódott, és ma a Weight Watchers nevű szervezet tagja.

## Filmográfia

### Nagyjátékfilmek

#### Rendező, író és producer
| Év   | Magyar cím                       | Eredeti cím                    | Feladatkör | Feladatkör | Feladatkör          | Feladatkör |
| Év   | Magyar cím                       | Eredeti cím                    | Rendező    | Író        | Producer            | Vágó       |
| ---- | -------------------------------- | ------------------------------ | ---------- | ---------- | ------------------- | ---------- |
| 1994 | Shop-stop                        | Clerks                         | Igen       | Igen       | Igen                | Igen       |
| 1995 | Shop-show                        | Mallrats                       | Igen       | Igen       | Nem                 | Nem        |
| 1996 |                                  | Drawing Flies                  | Nem        | Nem        | Vezető              | Nem        |
| 1997 | Good Will Hunting                | Good Will Hunting              | Nem        | Nem        | Vezető társproducer | Nem        |
| 1997 |                                  | A Better Place                 | Nem        | Nem        | Vezető              | Nem        |
| 1997 | Comic strip – Képtelen képregény | Chasing Amy                    | Igen       | Igen       | Nem                 | Igen       |
| 1999 | Dogma                            | Dogma                          | Igen       | Igen       | Nem                 | Igen       |
| 1999 | Őrült tempóban                   | Tail Lights Fade               | Nem        | Nem        | Vezető              | Nem        |
| 1999 |                                  | Big Helium Dog                 | Nem        | Nem        | Vezető              | Nem        |
| 2000 |                                  | Vulgar                         | Nem        | Nem        | Vezető              | Nem        |
| 2001 | Jay és Néma Bob visszavág        | Jay and Silent Bob Strike Back | Igen       | Igen       | Nem                 | Igen       |
| 2004 | Apja lánya                       | Jersey Girl                    | Igen       | Igen       | Nem                 | Igen       |
| 2006 | Shop-stop 2.                     | Clerks II                      | Igen       | Igen       | Nem                 | Igen       |
| 2008 | Zack és Miri pornót forgat       | Zack and Miri Make a Porno     | Igen       | Igen       | Nem                 | Igen       |
| 2010 | Két kopper                       | Cop Out                        | Igen       | Nem        | Nem                 | Igen       |
| 2011 | Veszett világ                    | Red State                      | Igen       | Igen       | Nem                 | Igen       |
| 2014 | Agyar                            | Tusk                           | Igen       | Igen       | Nem                 | Igen       |
| 2016 | Jógamánia                        | Yoga Hosers                    | Igen       | Igen       | Nem                 | Igen       |
| 2019 | Jay és Néma Bob Reboot           | Jay and Silent Bob Reboot      | Igen       | Igen       | Nem                 | Igen       |
| 2022 |                                  | Clerks III                     | Igen       | Igen       | Igen                | Igen       |

#### Színész
| Év   | Magyar cím                                          | Eredeti cím                                   | Szerep                                      | Magyar hang     |
| ---- | --------------------------------------------------- | --------------------------------------------- | ------------------------------------------- | --------------- |
| 1994 | Shop-stop                                           | Clerks                                        | Csendes Bob                                 | Földi Tamás     |
| 1995 | Shop-show                                           | Mallrats                                      | Néma Bob                                    | Garai Róbert    |
| 1996 |                                                     | Drawing Flies                                 | Néma Bob / önmaga                           |                 |
| 1997 | Comic strip – Képtelen képregény                    | Chasing Amy                                   | Néma Bob                                    | Galambos Péter  |
| 1997 | Comic strip – Képtelen képregény                    | Chasing Amy                                   | Néma Bob                                    | Czető Roland    |
| 1999 |                                                     | Big Helium Dog                                | Rendező                                     |                 |
| 1999 | Dogma                                               | Dogma                                         | Néma Bob                                    | Vizy György     |
| 2000 | Sikoly 3.                                           | Scream 3                                      | Néma Bob                                    |                 |
| 2000 |                                                     | Vulgar                                        | Martan Ingram                               |                 |
| 2001 | Jay és Néma Bob visszavág                           | Jay and Silent Bob Strikes Back               | Néma Bob                                    | Faragó András   |
| 2002 |                                                     | Now You Know                                  | házas srác                                  |                 |
| 2003 | Daredevil – A fenegyerek                            | Daredevil                                     | Jack Kirby törvényszéki asszisztens (cameo) | Sótonyi Gábor   |
| 2006 | A bűvös körhinta                                    | Doogal                                        | Moose (hangja)                              |                 |
| 2006 |                                                     | Bottoms Up                                    | Rusty                                       |                 |
| 2006 | A káosz birodalma                                   | Southland Tales                               | Simon Theory                                | Németh Gábor    |
| 2006 | Később találhatsz                                   | Catch and Release                             | Sam                                         | Kerekes József  |
| 2006 | Shop-stop 2.                                        | Clerks II                                     | Néma Bob                                    | Faragó András   |
| 2007 | Die Hard 4.0 – Legdrágább az életed                 | Live Free or Die Hard                         | Frederick "Warlock" Kaludis                 | Scherer Péter   |
| 2007 | TMNT – Tini Nindzsa Teknőcök                        | TMNT                                          | szakács (hangja)                            | Elek Ferenc     |
| 2007 | Superman: Ítéletnap                                 | Superman: Doomsday                            | morcos férfi (hangja)                       |                 |
| 2009 | Fanboys – Rajongók háborúja                         | Fanboys                                       | fickó a benzinkútnál                        |                 |
| 2010 |                                                     | 4.3.2.1.                                      | "Big" Larry                                 |                 |
| 2011 | Veszett világ                                       | Red State                                     | fegyenc (hangja)                            |                 |
| 2012 | Szex, barátság, telefon                             | For a Good Time, Call....                     | taxisofőr                                   | Kapácsy Miklós  |
| 2013 |                                                     | Jay & Silent Bob's Super Groovy Cartoon Movie | Néma Bob (hangja)                           |                 |
| 2014 | Agyar                                               | Tusk                                          | önmaga                                      | Törköly Levente |
| 2015 | Scooby-Doo! és a Kiss: A nagy rock and roll rejtély | Scooby-Doo! and Kiss: Rock and Roll Mystery   | munkás (hangja)                             | Törköly Levente |
| 2015 | Star Wars VII. rész – Az ébredő Erő                 | Star Wars: The Force Awakens                  | rohamosztagos (hangja)                      |                 |
| 2016 | Jógamánia                                           | Yoga Hosers                                   | Bratzi                                      |                 |
| 2017 | Tini Titánok: A Júdás szerződés                     | Teen Titans: The Judas Contract               | önmaga (hangja)                             |                 |
| 2017 | A katasztrófaművész                                 | The Disaster Artist                           | önmaga                                      | Kapácsy Miklós  |
| 2017 | A katasztrófaművész                                 | The Disaster Artist                           | önmaga                                      | Zámbori Soma    |
| 2017 |                                                     | Another WolfCop                               | Bubba polgármester                          |                 |
| 2019 |                                                     | Madness in the Method                         | önmaga                                      |                 |
| 2019 | Star Wars IX. rész – Skywalker kora                 | Star Wars: The Rise of Skywalker              | parancsnok                                  |                 |
| 2019 | Jay és Néma Bob Reboot                              | Jay and Silent Bob Reboot                     | Néma Bob                                    |                 |
| 2019 |                                                     | Shooting Clerks                               | Larkin Eve (cameo)                          |                 |
| 2020 |                                                     | Max Reload and the Nether Blasters            | Chuck                                       |                 |
| 2022 |                                                     | Clerks III                                    | Néma Bob                                    |                 |
| 2022 |                                                     | Wrong Reasons                                 | Kevin einer anderen Welt                    |                 |

### Dokumentumfilmek
| Év   | Cím                                                                                  | Szerep       | Megjegyzések                 |
| ---- | ------------------------------------------------------------------------------------ | ------------ | ---------------------------- |
| 2002 | A képregény mágusa – Stan Lee és a Pókember (Stan Lee's Mutants, Monsters & Marvels) | önmaga       | magyar hangja Kapácsy Miklós |
| 2005 | Reel Paradise                                                                        | nem szerepel | vezető filmproducer          |
| 2006 | Small Town Gay Bar                                                                   | nem szerepel | vezető filmproducer          |
| 2010 | Bear Nation                                                                          | nem szerepel | vezető filmproducer          |
| 2015 | The Death of "Superman Lives": What Happened?                                        | önmaga       |                              |
| 2019 | Walrus Yes: The Making of Tusk                                                       | nem szerepel | vezető filmproducer          |

### Rövidfilmek
| Év   | Cím                                     | Feladatkör | Feladatkör | Feladatkör | Feladatkör | Feladatkör | Megjegyzések                                                                               |
| Év   | Cím                                     | Rendező    | Producer   | Író        | Vágó       | Színész    | Megjegyzések                                                                               |
| ---- | --------------------------------------- | ---------- | ---------- | ---------- | ---------- | ---------- | ------------------------------------------------------------------------------------------ |
| 1992 | Mae Day: The Crumbling of a Documentary | Igen       | Igen       | Igen       | Igen       | Igen       | - szerep: rendező/önmaga - Vancouver Film School projekt - Clerks X DVD-n jelent meg       |
| 2002 | The Flying Car                          | Igen       | Igen       | Igen       | Nem        | Nem        | - elsőként a The Tonight Show mutatta be - több weboldalon és a Clerks X DVD-n is elérhető |
| 2016 | Halloween                               | Igen       | Nem        | Igen       | Igen       | Nem        | Holidays című horrorfilm szegmense                                                         |

## Képregények
A képregények fontos szerepet játszanak a View Askewniverse világában.
A Jay és Néma Bob-ról mintázott Bluntman and Chronic (Bunkómen és Gyökér) képregény a valóságban is megjelent.
A Shop-show-ban már feltűnt Stan Lee; a Pókember megalkotója. A népszerű sorozathoz Smith írt egy hat részes szériát Pókember és a Fekete Macska címmel. (A Fekete Macska az egyik kedvenc karaktere.)